# Raúl Salizar Saico
Raúl Salizar Saico es un médico y político peruano. Ocupó la alcaldía provincial del Cusco de 1996 a 1998.

## Biografía
Nació en la ciudad de Yauri, capital de la provincia de Espinar, departamento del Cusco, Perú. Cursó sus estudios primarios en la institución educativa mixta 711 de la ciudad de Urubamba y los secundarios en el Colegio Salesiano de la ciudad del Cusco terminando en el año 1955. Viajó a Argentina y en 1960 inició sus estudios de medicina humana en la Facultad de Medicina de la Universidad Nacional de Tucumán culminandolos estudios en 1969. Ese mismo año empezó su especialización en Anestesiología en la Universidad Peruana Cayetano Heredia de Lima terminando en 1972.
Paralelamente a estos últimos estudios, desde 1970 trabajó como médico en el Hospital Regional del Cusco jubilándose en 1992.

## Trayectoria Política
Desde el año 1980 hasta el año 1985, estuvo afiliado al Partido Popular Cristiano y también, posteriormente, entre 2005 y 2006. El año 2006 funda el Movimiento Regional Inka Pachakuteq hasta el año 2011 cuando su afiliación fue cancelada. El año 2013 volvió a fundar el movimiento regional Inka Pachakuteq del que es fundador y presidente.
En su primera experiencia electoral, se presentó como candidato a la alcaldía provincial del Cusco en las elecciones de 1993 por la Alianza Electoral Nueva Mayoría - Cambio 90 quedando con el 15.436% de los votos en un lejano segundo lugar tras el reelecto alcalde Daniel Estrada que obtuvo el 62.188%. En las elecciones de 1995 se presentó por la lista independiente N° 17 Inka Pachakuteq obteniendo el triunfo con el 33.477% de los votos. Desde entonces participó en todas las demás elecciones buscando sin suerte su reelección por el movimiento que fundó. En 1998 quedó cuarto con el 18.358%, en el 2002 quedó segundo con el 20.842%, el 2006 tercero con el 18.052%, el 2014 cuarto con el 7.025% y el 2018 quinto con el 6.77%.